# Seznam kulturních památek ve Zlíně
Tento seznam nemovitých kulturních památek ve městě Zlín v okrese Zlín vychází z  Ústředního seznamu kulturních památek ČR, který na základě zákona č. 20/1987 Sb., o státní památkové péči, vede Národní památkový ústav jako ústřední organizace státní památkové péče. Údaje jsou průběžně upřesňovány, přesto mohou obsahovat i řadu věcných a formálních chyb a nepřesností či být neaktuální. 
Pokud byly některé části dotčeného území vyčleněny do samostatných seznamů, měly by být odkazy na tyto dílčí seznamy uvedeny v úvodu tohoto seznamu nebo v úvodu příslušné sekce seznamu.

## Zlín
|  | Kategorie „Bata Building No. 21 “ na Wikimedia Commons | Hledat fotografie a kategorie ve Wikimedia Commons podle rejstříkového čísla památky | Nahrát snímek k tomuto tématu do úložiště Wikimedia Commons |  |

|  | Kategorie „Velké kino Zlín “ na Wikimedia Commons | Hledat fotografie a kategorie ve Wikimedia Commons podle rejstříkového čísla památky | Nahrát snímek k tomuto tématu do úložiště Wikimedia Commons |  |

|  | Kategorie „Pomník se sochou partyzána (Zlín) “ na Wikimedia Commons | Hledat fotografie a kategorie ve Wikimedia Commons podle rejstříkového čísla památky | Nahrát snímek k tomuto tématu do úložiště Wikimedia Commons |  |

|  |  | Hledat fotografie a kategorie ve Wikimedia Commons podle rejstříkového čísla památky | Nahrát snímek k tomuto tématu do úložiště Wikimedia Commons |  |

|  | Kategorie „Zlín Castle “ na Wikimedia Commons | Hledat fotografie a kategorie ve Wikimedia Commons podle rejstříkového čísla památky | Nahrát snímek k tomuto tématu do úložiště Wikimedia Commons |  |

|  | Kategorie „Náměstí Míru čp. 9 (Zlín) “ na Wikimedia Commons | Hledat fotografie a kategorie ve Wikimedia Commons podle rejstříkového čísla památky | Nahrát snímek k tomuto tématu do úložiště Wikimedia Commons |  |

|  | Kategorie „Zlínská radnice “ na Wikimedia Commons | Hledat fotografie a kategorie ve Wikimedia Commons podle rejstříkového čísla památky | Nahrát snímek k tomuto tématu do úložiště Wikimedia Commons |  |

|  | Kategorie „Statue of Saint Donatus in Zlín “ na Wikimedia Commons | Hledat fotografie a kategorie ve Wikimedia Commons podle rejstříkového čísla památky | Nahrát snímek k tomuto tématu do úložiště Wikimedia Commons |  |

|  | Kategorie „Statue of Saint Florian in Zlín “ na Wikimedia Commons | Hledat fotografie a kategorie ve Wikimedia Commons podle rejstříkového čísla památky | Nahrát snímek k tomuto tématu do úložiště Wikimedia Commons |  |

|  | Kategorie „Church of Saints Philip and James (Zlín) “ na Wikimedia Commons | Hledat fotografie a kategorie ve Wikimedia Commons podle rejstříkového čísla památky | Nahrát snímek k tomuto tématu do úložiště Wikimedia Commons |  |

|  | Kategorie „Městské divadlo Zlín “ na Wikimedia Commons | Hledat fotografie a kategorie ve Wikimedia Commons podle rejstříkového čísla památky | Nahrát snímek k tomuto tématu do úložiště Wikimedia Commons |  |

|  | Kategorie „Statue of John of Nepomuk in Divadelní street in Zlín “ na Wikimedia Commons | Hledat fotografie a kategorie ve Wikimedia Commons podle rejstříkového čísla památky | Nahrát snímek k tomuto tématu do úložiště Wikimedia Commons |  |

|  | Kategorie „Kolektivní dům (Zlín) “ na Wikimedia Commons | Hledat fotografie a kategorie ve Wikimedia Commons podle rejstříkového čísla památky | Nahrát snímek k tomuto tématu do úložiště Wikimedia Commons |  |

|  | Kategorie „Městské lázně Zlín “ na Wikimedia Commons | Hledat fotografie a kategorie ve Wikimedia Commons podle rejstříkového čísla památky | Nahrát snímek k tomuto tématu do úložiště Wikimedia Commons |  |

|  | Kategorie „Dům umění (Zlín) “ na Wikimedia Commons | Hledat fotografie a kategorie ve Wikimedia Commons podle rejstříkového čísla památky | Nahrát snímek k tomuto tématu do úložiště Wikimedia Commons |  |

|  | Kategorie „Studijní ústavy Zlín “ na Wikimedia Commons | Hledat fotografie a kategorie ve Wikimedia Commons podle rejstříkového čísla památky | Nahrát snímek k tomuto tématu do úložiště Wikimedia Commons |  |

|  |  | Hledat fotografie a kategorie ve Wikimedia Commons podle rejstříkového čísla památky | Nahrát snímek k tomuto tématu do úložiště Wikimedia Commons |  |

|  |  | Hledat fotografie a kategorie ve Wikimedia Commons podle rejstříkového čísla památky | Nahrát snímek k tomuto tématu do úložiště Wikimedia Commons |  |

|  |  | Hledat fotografie a kategorie ve Wikimedia Commons podle rejstříkového čísla památky | Nahrát snímek k tomuto tématu do úložiště Wikimedia Commons |  |

|  |  | Hledat fotografie a kategorie ve Wikimedia Commons podle rejstříkového čísla památky | Nahrát snímek k tomuto tématu do úložiště Wikimedia Commons |  |

|  | Kategorie „U Lomu čp. 632 (Zlín) “ na Wikimedia Commons | Hledat fotografie a kategorie ve Wikimedia Commons podle rejstříkového čísla památky | Nahrát snímek k tomuto tématu do úložiště Wikimedia Commons |  |

|  | Kategorie „Malotova vila “ na Wikimedia Commons | Hledat fotografie a kategorie ve Wikimedia Commons podle rejstříkového čísla památky | Nahrát snímek k tomuto tématu do úložiště Wikimedia Commons |  |

|  |  | Hledat fotografie a kategorie ve Wikimedia Commons podle rejstříkového čísla památky | Nahrát snímek k tomuto tématu do úložiště Wikimedia Commons |  |

|  | Kategorie „Malá scéna (Zlín) “ na Wikimedia Commons | Hledat fotografie a kategorie ve Wikimedia Commons podle rejstříkového čísla památky | Nahrát snímek k tomuto tématu do úložiště Wikimedia Commons |  |

|  | Kategorie „Morýsovy domy “ na Wikimedia Commons | Hledat fotografie a kategorie ve Wikimedia Commons podle rejstříkového čísla památky | Nahrát snímek k tomuto tématu do úložiště Wikimedia Commons |  |

|  |  | Hledat fotografie a kategorie ve Wikimedia Commons podle rejstříkového čísla památky | Nahrát snímek k tomuto tématu do úložiště Wikimedia Commons |  |

|  |  | Hledat fotografie a kategorie ve Wikimedia Commons podle rejstříkového čísla památky | Nahrát snímek k tomuto tématu do úložiště Wikimedia Commons |  |

|  |  | Hledat fotografie a kategorie ve Wikimedia Commons podle rejstříkového čísla památky | Nahrát snímek k tomuto tématu do úložiště Wikimedia Commons |  |

|  | Kategorie „Školní areál Dřevnická (Zlín) “ na Wikimedia Commons | Hledat fotografie a kategorie ve Wikimedia Commons podle rejstříkového čísla památky | Nahrát snímek k tomuto tématu do úložiště Wikimedia Commons |  |

|  |  | Hledat fotografie a kategorie ve Wikimedia Commons podle rejstříkového čísla památky | Nahrát snímek k tomuto tématu do úložiště Wikimedia Commons |  |

|  | Kategorie „Statue of Saint Anthony of Padua in Zlín “ na Wikimedia Commons | Hledat fotografie a kategorie ve Wikimedia Commons podle rejstříkového čísla památky | Nahrát snímek k tomuto tématu do úložiště Wikimedia Commons |  |

|  | Kategorie „Zikmundova vila “ na Wikimedia Commons | Hledat fotografie a kategorie ve Wikimedia Commons podle rejstříkového čísla památky | Nahrát snímek k tomuto tématu do úložiště Wikimedia Commons |  |

|  | Kategorie „Drofův dům Zálešná I čp. 4057 “ na Wikimedia Commons | Hledat fotografie a kategorie ve Wikimedia Commons podle rejstříkového čísla památky | Nahrát snímek k tomuto tématu do úložiště Wikimedia Commons |  |

|  |  | Hledat fotografie a kategorie ve Wikimedia Commons podle rejstříkového čísla památky | Nahrát snímek k tomuto tématu do úložiště Wikimedia Commons |  |

|  | Kategorie „Čiperova vila “ na Wikimedia Commons | Hledat fotografie a kategorie ve Wikimedia Commons podle rejstříkového čísla památky | Nahrát snímek k tomuto tématu do úložiště Wikimedia Commons |  |

|  | Kategorie „Hradisko (Zlín) “ na Wikimedia Commons | Hledat fotografie a kategorie ve Wikimedia Commons podle rejstříkového čísla památky | Nahrát snímek k tomuto tématu do úložiště Wikimedia Commons |  |

## Mladcová
| Památka                           | Fotografie        | Rejstříkové číslo v ÚSKP                                                             | Sídelní útvar                                               | Poloha                                           | Popis a poznámky |
| --------------------------------- | ----------------- | ------------------------------------------------------------------------------------ | ----------------------------------------------------------- | ------------------------------------------------ | --- |
| Rodný dům Fr. Bartoše (Q30792759) | \| \| \| \| \| \| | 33861/7-1890 Pam. katalog MIS                                                        | Mladcová                                                    | Návesní 4 49°14′22,48″ s. š., 17°38′44,84″ v. d. | Rodinný dům - rodný dům Fr. Bartoše · Poznámka: MonumNet neuvádí název ulice ani parcelní číslo. · Zapsáno do státního seznamu před rokem 1988. |
|                                   |                   | Hledat fotografie a kategorie ve Wikimedia Commons podle rejstříkového čísla památky | Nahrát snímek k tomuto tématu do úložiště Wikimedia Commons |                                                  | |

## Prštné
| Památka          | Fotografie                                                    | Rejstříkové číslo v ÚSKP                                                             | Sídelní útvar                                               | Poloha                                                                                           | Popis a poznámky                                                                                       |
| ---------------- | ------------------------------------------------------------- | ------------------------------------------------------------------------------------ | ----------------------------------------------------------- | ------------------------------------------------------------------------------------------------ | --- |
| Kříž (Q38051029) | \| \| \| \| \| \|                                             | 27118/7-1891 Pam. katalog MIS                                                        | Prštné                                                      | Náves, u hasičské zbrojnice, u domu čp. 636, parc. 1183/12 49°13′20,61″ s. š., 17°38′3,68″ v. d. | Kříž · Poznámka: MonumNet uvádí neexistující ul. Srštní · Zapsáno do státního seznamu před rokem 1988. |
|                  | Kategorie „Crucifix at Náves in Prštné “ na Wikimedia Commons | Hledat fotografie a kategorie ve Wikimedia Commons podle rejstříkového čísla památky | Nahrát snímek k tomuto tématu do úložiště Wikimedia Commons |                                                                                                  | |

## Louky nad Dřevnicí
|  |  | Hledat fotografie a kategorie ve Wikimedia Commons podle rejstříkového čísla památky | Nahrát snímek k tomuto tématu do úložiště Wikimedia Commons |  |

|  | Kategorie „Crucifix in Louky (Zlín) “ na Wikimedia Commons | Hledat fotografie a kategorie ve Wikimedia Commons podle rejstříkového čísla památky | Nahrát snímek k tomuto tématu do úložiště Wikimedia Commons |  |

|  | Kategorie „Column shrine in Louky (Zlín) “ na Wikimedia Commons | Hledat fotografie a kategorie ve Wikimedia Commons podle rejstříkového čísla památky | Nahrát snímek k tomuto tématu do úložiště Wikimedia Commons |  |

## Malenovice
|  | Kategorie „Church of Saint Nicholas (Malenovice) “ na Wikimedia Commons | Hledat fotografie a kategorie ve Wikimedia Commons podle rejstříkového čísla památky | Nahrát snímek k tomuto tématu do úložiště Wikimedia Commons |  |

|  | Kategorie „Rectory in Malenovice (Zlín) “ na Wikimedia Commons | Hledat fotografie a kategorie ve Wikimedia Commons podle rejstříkového čísla památky | Nahrát snímek k tomuto tématu do úložiště Wikimedia Commons |  |

|  | Kategorie „Chapel of Saint Rosalia in Malenovice (Zlín) “ na Wikimedia Commons | Hledat fotografie a kategorie ve Wikimedia Commons podle rejstříkového čísla památky | Nahrát snímek k tomuto tématu do úložiště Wikimedia Commons |  |

|  | Kategorie „Malenovice (castle) “ na Wikimedia Commons | Hledat fotografie a kategorie ve Wikimedia Commons podle rejstříkového čísla památky | Nahrát snímek k tomuto tématu do úložiště Wikimedia Commons |  |

|  | Kategorie „Statue of Saint Wendelin in Malenovice “ na Wikimedia Commons | Hledat fotografie a kategorie ve Wikimedia Commons podle rejstříkového čísla památky | Nahrát snímek k tomuto tématu do úložiště Wikimedia Commons |  |

## Lhotka
| Památka               | Fotografie        | Rejstříkové číslo v ÚSKP                                                             | Sídelní útvar                                               | Poloha                                                                     | Popis a poznámky |
| --------------------- | ----------------- | ------------------------------------------------------------------------------------ | ----------------------------------------------------------- | -------------------------------------------------------------------------- | --- |
| Boží muka (Q37456879) | \| \| \| \| \| \| | 35693/7-1960 Pam. katalog MIS                                                        | Lhotka                                                      | parc. 628, na vidlici cest u čp. 42 49°13′54,13″ s. š., 17°35′19,75″ v. d. | Boží muka · Poznámka: MonumNet zaměřuje na parc. 1 u kapličky, ale tam je jen krucifix. Památkový katalog zaměřuje na parcelu 628. · Zapsáno do státního seznamu před rokem 1988. |
|                       |                   | Hledat fotografie a kategorie ve Wikimedia Commons podle rejstříkového čísla památky | Nahrát snímek k tomuto tématu do úložiště Wikimedia Commons |                                                                            | |

## Kudlov
| Památka                           | Fotografie                                                            | Rejstříkové číslo v ÚSKP                                                             | Sídelní útvar                                               | Poloha                                                     | Popis a poznámky |
| --------------------------------- | --------------------------------------------------------------------- | ------------------------------------------------------------------------------------ | ----------------------------------------------------------- | ---------------------------------------------------------- | --- |
| Kaple svatého Václava (Q37447407) | \| \| \| \| \| \|                                                     | 24342/7-1959 Pam. katalog MIS                                                        | Kudlov                                                      | Václavská, parc. 201 49°12′13,65″ s. š., 17°41′1,72″ v. d. | Kaple sv. Václava · Poznámka: MonumNet neuvádí název ulice, místo toho uvádí ZSJ 03591 - filmové ateliery · Zapsáno do státního seznamu před rokem 1988. |
|                                   | Kategorie „Chapel of Saint Wenceslaus (Kudlov) “ na Wikimedia Commons | Hledat fotografie a kategorie ve Wikimedia Commons podle rejstříkového čísla památky | Nahrát snímek k tomuto tématu do úložiště Wikimedia Commons |                                                            | |

## Příluky
| Památka                           | Fotografie                                                         | Rejstříkové číslo v ÚSKP                                                             | Sídelní útvar                                               | Poloha                                                                           | Popis a poznámky                                        |
| --------------------------------- | ------------------------------------------------------------------ | ------------------------------------------------------------------------------------ | ----------------------------------------------------------- | -------------------------------------------------------------------------------- | ------------------------------------------------------- |
| Kaple svatého Martina (Q38046387) | \| \| \| \| \| \|                                                  | 11215/7-8658 Pam. katalog MIS                                                        | Příluky                                                     | náves, Dolní Dědina, Horní Dědina, st. 70 49°13′36,76″ s. š., 17°42′48,04″ v. d. | Kaple sv. Martina Památkově chráněno od 6. března 1996. |
|                                   | Kategorie „Chapel of Saint Martin (Příluky) “ na Wikimedia Commons | Hledat fotografie a kategorie ve Wikimedia Commons podle rejstříkového čísla památky | Nahrát snímek k tomuto tématu do úložiště Wikimedia Commons |                                                                                  |                                                         |

## Lužkovice
| Památka              | Fotografie        | Rejstříkové číslo v ÚSKP                                                             | Sídelní útvar                                               | Poloha                                                                                   | Popis a poznámky                                                                    |
| -------------------- | ----------------- | ------------------------------------------------------------------------------------ | ----------------------------------------------------------- | ---------------------------------------------------------------------------------------- | ----------------------------------------------------------------------------------- |
| Tvrziště (Q37812711) | \| \| \| \| \| \| | 38925/7-8072 Pam. katalog MIS                                                        | Lužkovice                                                   | ul. Legera, při čp. 32, 33, 34, 211, parc. 99–114 49°13′22,41″ s. š., 17°44′52,82″ v. d. | Tvrz - tvrziště, archeologické stopy · Zapsáno do státního seznamu před rokem 1988. |
|                      |                   | Hledat fotografie a kategorie ve Wikimedia Commons podle rejstříkového čísla památky | Nahrát snímek k tomuto tématu do úložiště Wikimedia Commons |                                                                                          |                                                                                     |

## Klečůvka
| Památka                    | Fotografie                                        | Rejstříkové číslo v ÚSKP                                                             | Sídelní útvar                                               | Poloha                                            | Popis a poznámky                                     |
| -------------------------- | ------------------------------------------------- | ------------------------------------------------------------------------------------ | ----------------------------------------------------------- | ------------------------------------------------- | ---------------------------------------------------- |
| Zámek Klečůvka (Q30789344) | \| \| \| \| \| \|                                 | 40306/7-1940 Pam. katalog MIS                                                        | Klečůvka                                                    | Klečůvka 1 49°13′37,59″ s. š., 17°46′24,88″ v. d. | Zámek · Zapsáno do státního seznamu před rokem 1988. |
|                            | Kategorie „Klečůvka Castle “ na Wikimedia Commons | Hledat fotografie a kategorie ve Wikimedia Commons podle rejstříkového čísla památky | Nahrát snímek k tomuto tématu do úložiště Wikimedia Commons |                                                   |                                                      |

## Štípa
|  | Kategorie „Church of the Nativity of the Virgin Mary (Štípa) “ na Wikimedia Commons | Hledat fotografie a kategorie ve Wikimedia Commons podle rejstříkového čísla památky | Nahrát snímek k tomuto tématu do úložiště Wikimedia Commons |  |

|  | Kategorie „Cemetery chapel in Štípa “ na Wikimedia Commons | Hledat fotografie a kategorie ve Wikimedia Commons podle rejstříkového čísla památky | Nahrát snímek k tomuto tématu do úložiště Wikimedia Commons |  |

|  |  | Hledat fotografie a kategorie ve Wikimedia Commons podle rejstříkového čísla památky | Nahrát snímek k tomuto tématu do úložiště Wikimedia Commons |  |

|  | Kategorie „Windmill in Štípa “ na Wikimedia Commons | Hledat fotografie a kategorie ve Wikimedia Commons podle rejstříkového čísla památky | Nahrát snímek k tomuto tématu do úložiště Wikimedia Commons |  |

|  | Kategorie „Socha Anděla strážce (Zoo Zlín) “ na Wikimedia Commons | Hledat fotografie a kategorie ve Wikimedia Commons podle rejstříkového čísla památky | Nahrát snímek k tomuto tématu do úložiště Wikimedia Commons |  |

|  | Kategorie „Column shrine by Zoo Lešná “ na Wikimedia Commons | Hledat fotografie a kategorie ve Wikimedia Commons podle rejstříkového čísla památky | Nahrát snímek k tomuto tématu do úložiště Wikimedia Commons |  |

|  | Kategorie „Lešná Castle (Zlín) “ na Wikimedia Commons | Hledat fotografie a kategorie ve Wikimedia Commons podle rejstříkového čísla památky | Nahrát snímek k tomuto tématu do úložiště Wikimedia Commons |  |

## Kostelec
|  | Kategorie „Statue of Saint John of Nepomuk at the cemetery in Kostelec (Zlín) “ na Wikimedia Commons | Hledat fotografie a kategorie ve Wikimedia Commons podle rejstříkového čísla památky | Nahrát snímek k tomuto tématu do úložiště Wikimedia Commons |  |

|  |  | Hledat fotografie a kategorie ve Wikimedia Commons podle rejstříkového čísla památky | Nahrát snímek k tomuto tématu do úložiště Wikimedia Commons |  |

|  |  | Hledat fotografie a kategorie ve Wikimedia Commons podle rejstříkového čísla památky | Nahrát snímek k tomuto tématu do úložiště Wikimedia Commons |  |

|  | Kategorie „Fryšták Reservoir “ na Wikimedia Commons | Hledat fotografie a kategorie ve Wikimedia Commons podle rejstříkového čísla památky | Nahrát snímek k tomuto tématu do úložiště Wikimedia Commons |  |